# 佐洛桑托
佐洛桑托，是匈牙利佐洛州所辖的一个村，总面积37.73平方公里，总人口988，人口密度26.2人/平方公里（2010年1月1日）。